# 井上三太

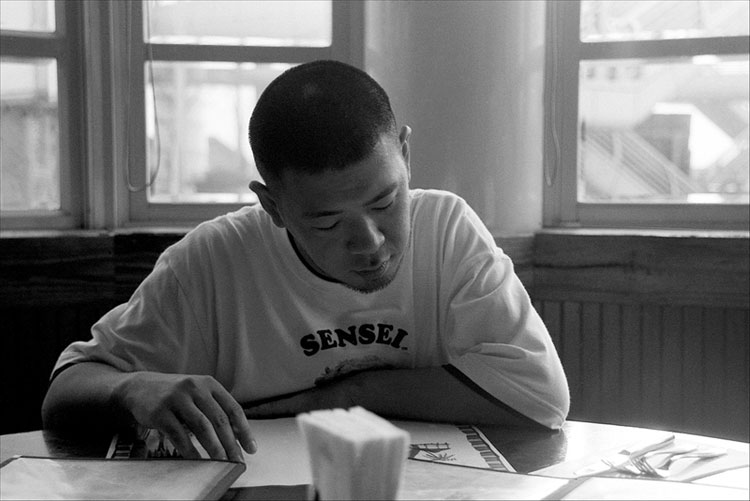

井上 三太（本名：井上三太（いのうえ さんた）、1968年2月23日 - ）は、日本の漫画家、ファッションブランド"SANTASTIC!WEAR"のデザイナー、経営者、SANTASTIC! C.E.O。フランスのパリ出身。

## 経歴・人物
画家・井上公三の長男として生まれ、9歳までパリで育ち、時々帰る日本の漫画の影響を受け漫画家を志す。1989年、『まぁだぁ』でヤングサンデー新人賞を受賞しデビュー。松本大洋は従兄弟で、永福一成と共に3人で共同生活をしていた時期がある。『まんが道』の愛読者。1993年にJICC出版局より出版された『TOKYO TRIBE』から始まるTTシリーズは自身のライフワークになっており、現在も世界観のつながった作品を描いている。
2017年末にアメリカのロサンゼルスへ移住し、現地で活動している。その自身のLA生活を描いたコラム漫画「LA LIFE」はアメリカ西海岸を中心に配布されているフリーペーパー「Weekly LALALA」にて2021年まで連載をしていた。
最新作はヤングチャンピオン（秋田書店）にて「惨家（ザンゲ）」を連載、単行本4巻（2024年2月発売）までが発売中。
代表作『TOKYO TRIBE2』はファッション誌『Boon』にて1997年から2005年まで9年間連載され、2006年にMADHOUSEによってアニメ化、WOWOWにて放送された。DVDも発売されている。『TOKYO TRIBE2』は海外での人気も高く、香港・台湾・アメリカ・フランス・スペイン・イタリアでも出版されている。また『TOKYO TRIBE2』は実写映画も2014年夏に全国公開された。
その後、アザーストーリーを集めた『TOKYO TRIBE2 SpinOff』も2007年に単行本化。同年ファッション誌『Ollie』にてゆったりした東京の街を描いた『TOKYO BURGER』を連載、2008年に単行本化。『TOKYO TRIBE3』はファッション誌『Ollie』にて連載され、2009年単行本化。連載は2012年に終了、単行本も5巻で完結。別冊ヤングチャンピオンにて『TOKYO TRIBE』シリーズ「TOKYO TRIBE WARU」を連載。単行本は全4巻で完結。
また、TTシリーズと同じ世界観で描かれたグラフィティライター裸武と桃子のラブストーリー『TOKYO GRAFFITI』は『週刊ヤングジャンプ』『ヤングジャンプ 漫革』に掲載され、2003年に単行本1巻、2007年に2巻が出版された。『TOKYO TRIBE2』のSARUのメンバーが夜のトーキョーをドライブする『TOKYO DRIVE』も『週刊ヤングマガジン』に掲載され、2005年に単行本化された。
1994年から『コミックスコラ』にて連載されたサイコホラー『隣人13号』は『コミックスコラ』の休刊により連載が中断されたものの、その後も自身でネット上で続きを掲載、1999年に幻冬舎から単行本化され、2005年には小栗旬・中村獅童のW主演により映画化され劇場公開、DVD化される。現在幻冬舎から漫画文庫版も発売されている。さらに、米国の製作会社「ディスタント・ホライゾン」によるハリウッドリメイクも決定。ジェームズ・ウォン監督で、製作準備中。
『月刊コミックバーズ』にて2009年より連載されていた、『ダン・ダ・バーバリアン』は2012年に連載終了、単行本も2巻で完結。『TOKYO TRIBE』シリーズとは異なる原始時代のストーリーを描いた。
井上三太の作品の中でも異彩を放つのが、別冊ヤングチャンピオン(秋田書店)にて連載され、単行本1,2巻が発売中の｢もて介｣。この作品はこれまでの若者のストリートの世界を抜け出し、40歳の既婚の映画ライターを主人公にした、大人の恋愛漫画になっている。
浮気したい、黒ギャルとHしたいといったような男子の欲望を包み隠さず描き、どうやって女の子に声を掛けるのか、ラブホに誘い込むのかといったような具体的なテーマを井上なりに描いている。
トークアプリ "LINE"のスタンプも自身描き下ろしの｢TOKYO TRIBE｣と｢クマっ太くん｣、「ブッバ」が発売中。
YouTubeで映像｢SANTASTIC!TV｣をアップしている。
2010年5月には、渋谷PARCOのPARCO FACTORYにて、個展「井上三太展」を開催。
2017年12月には香港のDOT DOT DOT GALLERYでも個展「SANTA INOUE EXHIBITION」を開催。
本業の漫画家以外にも活動は多岐に渡り、G-PEN名義でスチャダラパー指導のもと、楽曲"ONIDEKA SIZE"を製作。ビートはMITSU THE BEAT、YouTubeで公開されているPVにはスチャダラパーやYOPPY, 根本 敬、SKATETHING、河村康輔、B.Dなど豪華メンツがカメオ出演している。2013年6月にはスチャダラパーの野音で行われたワンマンライブに登場し、ステージデビューを飾った。モアリズムの"GLORIOUS LOVE"を使用した"この瞬間"のPVもYouTubeで公開中。"この瞬間"のPVにはモデルの星あやが起用されている。
自身のブラックミュージックに対する深い造詣からDJとしてクラブイベントにも参加、イベント「SARU NIGHT」も主催。自身の好きなニュージャックスウィングの楽曲をコンパイルしたCD『Drivin' Wiz My Homies!』（ユニバーサルミュージック）を現在までに2枚リリースしている。
CDジャケットのアートワークも多く手がけ、これまでにDe La Soulやスチャダラパー、Folderのジャケットなどを手がけている。その他アートワークとして、ラッパーT.I.の日本のプロモーション用イラスト、EXILEのエキシビジョン用イラストなどを手がけた。また、タワーレコードのキャンペーンNo music, No lifeにDEV LARGEと共に出演した事もある。ムック本としてSamurai magazine VS 井上三太、SANTASTIC! MAGAZINE "SARU"が出版されている。
単行本サイン会のツアーTシャツを製作した事から始まった井上三太プロデュースのウェアブランド「SANTASTIC!」は2002年に渋谷にフラッグシップストアをオープンし、2017年の渡米を機に閉店。
コラボレーションも精力的にこなし、これまでにNEW ERAや、adidas、Carhartt、Evisu Denim、Medicom Toys、モンチッチ、Rockstar Gamesなどとのコラボレーションアイテムを発表している。また、アーティストのKAWS、Michael Lauが『TOKYO TRIBE2』のキャラクターを使用したフィギュアを製作している。

## 作品リスト

### 単行本
| 作品名                 | 発行年 | 出版元                        |
| ---------------------- | ------ | ----------------------------- |
| ぶんぷくちゃがま大魔王 | 1992   | BNN 週刊ヤングサンデー連載    |
| 魂列車                 | 1994   | 洋泉社 週刊ヤングサンデー連載 |
| TOKYO TRIBE            | 1993   | JICC出版局 書き下ろし         |
| モンモン               | 1995   | 白夜書房                      |
| BORN 2 DIE             | 1998   | 太田出版 QuickJapan連載       |
| TOKYO TRIBE2           | 1998   | 祥伝社 Boon連載               |
| 隣人13号               | 1999   | 幻冬舎                        |
| TOKYO GRAFFITI         | 2003   | 集英社                        |
| TOKYO DRIVE            | 2005   | 講談社                        |
| TOKYO BURGER           | 2008   | 三栄書房                      |
| TOKYO TRIBE2 Spin Off! | 2008   | 祥伝社                        |
| 隣人13号 漫画文庫本    | 2008   | 幻冬舎コミックス              |
| TOKYO TRIBE3           | 2009   | 幻冬舎コミックス              |
| ダン・ダ・バーバリアン | 2011   | 幻冬舎コミックス              |
| もて介                 | 2013   | 秋田書店                      |
| TOKYO TRIBE WARU       | 2016   | 秋田書店                      |
| 三太のLAライフ         | 2020   | GOT                           |
| 惨家                   | 2022   | 秋田書店                      |

### 短編集
| 作品名           | 発行年 | 出版元         |
| ---------------- | ------ | -------------- |
| 井上 三太 短編集 | 1996   | イーストプレス |
| 井上三太2短編集  | 2002   | 祥伝社         |

### 画集
| 作品名                       | 発行年 | 出版元                  |
| ---------------------------- | ------ | ----------------------- |
| 井上三太 画集「SANTA」       | 2010   | SANTASTIC!ENTERTAINMENT |
| 井上三太３０周年画集「SARU」 | 2020   | 玄光社                  |

### 書籍
| 作品名     | 発行年 | 出版元   |
| ---------- | ------ | -------- |
| グイグイ力 | 2018   | ぱる出版 |

### 雑誌
| 作品名                       | 発行年 | 出版元         |
| ---------------------------- | ------ | -------------- |
| Samurai magazine vs 井上三太 | 2005   | インフォレスト |
| SANTASTIC! MAGAZINE "SARU"   | 2006   | 祥伝社         |

## メディア展開

### 実写映画
| 作品タイトル | 公開日        | 監督     | 出演                           |
| ------------ | ------------- | -------- | ------------------------------ |
| 隣人13号     | 2005年1月28日 | 井上靖雄 | 中村獅童、小栗旬、新井浩文     |
| TOKYO TRIBE  | 2014年8月30日 | 園子温   | 鈴木亮平、YOUNG DAIS、清野菜名 |

### アニメ
| 作品タイトル | 年     | 監督     | 声優                         | 製作         |
| ------------ | ------ | -------- | ---------------------------- | ------------ |
| TOKYO TRIBE  | 2006年 | 佐藤竜雄 | 三宅健太、浪川大輔、小林ゆう | マッドハウス |

### 舞台
| 作品タイトル | 年   | 演出             | 出演                           |
| ------------ | ---- | ---------------- | ------------------------------ |
| TOKYO TRIBE  | 2017 | 伊藤今人（梅棒） | 梅棒、Beat Buddy Boi、宮澤佐江 |
| BORN 2 DIE   | 2021 | 小林顕作         | ふぉ〜ゆ〜、前野朋哉、野澤祐樹 |

## CDアートワーク
| 作品名                                                     | アーティスト       |
| ---------------------------------------------------------- | ------------------ |
| 7 Soul                                                     | Folder             |
| 大人になっても                                             | スチャダラパー     |
| 東芝クラシックス                                           | スチャダラパー     |
| Art Official Intelligence: Mosaic Thump                    | De La Soul         |
| Drivin' wiz My Homies!                                     | V.A.               |
| Drivin' wiz My Homies! 2                                   | V.A.               |
| You Gotta Hold On Me                                       | DJ KOMORI          |
| TOKYO TRIBE2                                               | MURO               |
| LIFESTYLE RECORDS COMPILATION VOL.4                        | V.A.               |
| Every Little Step / Running Man                            | SUGAR SHACK        |
| SANTASTIC! SELEKTAH                                        | Statik Selektah    |
| ON THE BORDER                                              | 面影ラッキーホール |
| 6ピース VALUE PACK                                         | スチャダラパー     |
| DANGER - Japanese Ver. -                                   | 防弾少年団         |
| Super Animated Breaks & SFX～30 Years and still counting～ | MURO               |
| and the Anonymous Nobody...[日本盤 イラスト]               | De La Soul         |
| BORN AGAIN EP                                              | Keith Ape          |
| DA BEST OF 90s BLAZIN HOT R&B and NEW JACK SWING           | V.A.               |

## DVDアートワーク
| 作品名                                   |
| ---------------------------------------- |
| Just For Kicks(日本盤)スペシャルボックス |
| アニメ｢TOKYO TRIBE2｣ 全6巻               |

## 雑誌、本等のアートワーク掲載
| 作品名                                | 出版社・作者     | 内容           |
| ------------------------------------- | ---------------- | -------------- |
| 家族狂                                | 中村うさぎ       | カバーイラスト |
| 雑誌｢Super Feel｣                      | 祥伝社           | カバーイラスト |
| 雑誌｢Warp｣                            | トランスワールド | カバーイラスト |
| 雑誌｢Boon｣                            | 祥伝社           | カバーイラスト |
| 雑誌｢Quest｣(香港)                     |                  | カバーイラスト |
| 雑誌｢月刊コミックバーズ｣              | 幻冬舎コミックス | カバーイラスト |
| 雑誌｢BLACKRAINBOW MAGAZINE｣(フランス) |                  | イラスト掲載   |
| ｢監獄ラッパー｣                        | B.I.G. JOE       | カバーイラスト |

## 広告・キャンペーンなど
| 作品名                                                              | 内容                                   |
| ------------------------------------------------------------------- | -------------------------------------- |
| 東京ファンタスティック映画祭                                        | メインヴィジュアル アートワーク        |
| 雑誌｢Quick Japan｣                                                   | 特集記事掲載 "徹底特集 井上三太の世界" |
| Roland SP-404                                                       | 広告アートワーク                       |
| TOWER RECORDS "No Music, No Life"                                   | ヴィジュアルに本人登場                 |
| EXILE GALLERY                                                       | ラフォーレミュージアムにてイラスト展示 |
| T.I アルバム｢Paper Trail｣発売記念キャンペーン                       | アートワーク                           |
| MonoMax誌 CITIZENタイアップ広告                                     | アートワーク                           |
| Manhattan Records 30周年記念キャンペーン                            | アートワーク                           |
| 雑誌｢Samurai Magazine｣ ROCKSTAR GAMES ｢MAX PAYNE3｣特集              | アートワーク                           |
| クラブ HARLEM 15周年記念本                                          | アートワーク                           |
| 映画「MAD MAX 怒りのデスロード」イラスト寄稿                        | アートワーク                           |
| 映画「STRAIGHT OUTTA COMPTON」イラスト寄稿                          | アートワーク                           |
| ベッド・イン iPhoneケース イラスト製作                              | アートワーク                           |
| G-STAR RAW "RAW GALLERY with 井上三太"                              | アートワーク & ギャラリー展開催        |
| 映画「DEAD POOL」イラスト寄稿                                       | アートワーク                           |
| 映画「DETROIT」イラスト寄稿                                         | アートワーク                           |
| ステージ「DANCE DANCE ASIA TOKYO 2018」メインビジュアルイラスト製作 | アートワーク                           |
| ダイハツ コペン キャンペーンイラスト製作                            | アートワーク                           |
| BILLY'S x VANS コラボレーションアイテム イラスト製作                | アートワーク                           |
| 映画「迷子になった拳」ポスタービジュアル制作                        | アートワーク                           |
| 映画「プリズナーズ・オブ・ゴーストランド」イラスト寄稿              | アートワーク                           |
| 映画「Sin Clock」イラスト寄稿                                       | アートワーク                           |
| 映画「バティモン5 望まざれる者」イラスト寄稿                        | アートワーク                           |

## コラボレーション
| ブランド・アーティスト           |        | 内容                                                         |
| -------------------------------- | ------ | ------------------------------------------------------------ |
| MEDICOM TOY                      | 2002〜 | 漫画キャラの12インチフィギュア、KUBRICK、BEARBRICKを製作     |
| KAWS(OriginalFake)               | 2010   | 漫画キャラをモチーフにしたフィギュア及びイラストをKAWSが製作 |
| Carhartt                         | 2010   | 漫画キャラの12インチフィギュア、ウェアを製作                 |
| Michael Lau                      |        | 漫画キャラをモチーフにしたフィギュアをMichael Lauが製作      |
| ROCKSTAR GAMES ｢GTA San Andreas｣ | 2012   | イラストを使ったコラボレーションTシャツ製作                  |
| TENGA                            | 2012   | イラストを使ったコラボレーションアイテム製作                 |
| adidas                           | 2013   | イラストを使ったコラボレーションアイテム製作                 |
| モンチッチ                       |        | 漫画キャラをモチーフにしたモンチッチ製作                     |
| HelloKitty                       | 2013   | 漫画キャラをモチーフにしたキティとそれを使用したアイテム製作 |
| STARTER BLACK LABEL              | 2017   | イラストを使ったコラボレーションアイテム製作                 |
| SANRIO                           | 2018   | ハシームぬいぐるみ制作                                       |
| MARVEL                           | 2021   | オリジナルのマーベルキャラクターを書き下ろしたウェアを製作   |
| Balansa（韓国）                  | 2022   | ハシームフィギュア、コラボレーションアイテム制作             |
| CASETiFY                         | 2022   | 携帯ケース制作                                               |
| 墓場の画廊                       | 2023   | 中野ブロードウェイ「墓場の画廊」井上三太展                   |
| SOFVIPS                          | 2023   | ハシームフィギュア制作                                       |
| 麺㐂やしま×NEW ERA               | 2024   | コラボレーションアイテム制作                                 |
| Fempass Bev                      | 2024   | イラスト描き下ろしコラボレーションアイテム製作               |
| kinetics                         | 2024   | イラストを使ったコラボレーションアイテム製作                 |
| BAPE GALLERY™️                   | 2024   | BAPE®︎をテーマとした作品を展示                                |
| Timberland                       | 2024   | 渋谷PAROCOにて期間限定店舗オープン                           |

## 音楽活動
| G-PEN a.k.a. Sanchama | "ONIDEKA SIZE" official PV(full ver.)                                |
| G-PEN a.k.a. Sanchama | "ONIDEKA SIZE" Live with スチャダラパー at 日比谷野音(2013年6月16日) |
| G-PEN a.k.a. Sanchama | "この瞬間"                                                           |

## 関連情報
- 松本大洋（従兄弟）